# Hubert
Hubert ist ein männlicher Vorname germanischen Ursprungs sowie ein Familienname. Weibliche Formen des Vornamens sind Huberta und Hubertine.

## Herkunft und Bedeutung
Der erste Teil des Namens, ursprünglich: hug- (siehe auch : Hugo), bedeutet etwa: denkender Geist, Verstand, Erinnerung.
Vergleiche Niederländisch: geheugen = Gedächtnis; heuglijk = froh (an das man sich gerne erinnert).
Der zweite Teil des Namens, ursprünglich: -berht, -brecht, (siehe auch: Albert, Robert) bedeutet etwa: glänzend (wörtlich und im übertragenen Sinne). Vergleiche Englisch: bright = glänzend.
Der ganze Name dürfte bedeuten: Glänzend durch seinen Verstand. Der Name wurde latinisiert zu: Hubertus und abgewandelt zu Huppert.

## Namenstag
- 30. Mai nach Todestag von Hubert von Maastricht am 30. Mai 727
- 3. November nach Aufnahme der Gebeine des Hubert von Maastricht in das Ardennen-Kloster Andagium am 3. November 825

## Namensträger

### Vorname
- Hubert Aiwanger (* 1971), deutscher Politiker
- Hubert Arnold (1945–2019), US-amerikanischer Musiker
- Hubert Auer (Propst) (1780–1836), Fürstbischöflicher Delegat für Brandenburg und Pommern und Propst der St. Hedwigs-Kirche in Berlin sowie Dompropst zu Trier
- Hubert Auer (Politiker) (1934–2000), österreichischer Politiker (ÖVP), Landtagsabgeordneter
- Hubert Auer (Fußballspieler) (* 1981), österreichischer Fußballtorwart
- Hubert Auer (Kartenspielforscher) (* c. 1950), österreichischer Lehrer und Kartenspielforscher
- Hubert Auriol (1952–2021), französischer Rallyefahrer
- Hubert Ausbie (* 1938), US-amerikanischer Basketballspieler der Harlem Globetrotters
- Hubert Berchtold (1922–1983), österreichischer Maler und Grafiker
- Hubert Berenbrinker (* 1950), deutscher Geistlicher, römisch-katholischer Weihbischof im Erzbistum Paderborn
- Hubert Berke (1908–1979), deutscher Maler und Grafiker
- Hubert Cecil Booth (1871–1955), britischer Ingenieur
- Hubert Bradel (1920–2002), polnischer Hornist
- Hubert Breitschaft (1903–1944), deutscher Pädagoge und Soldat, Opfer des Nationalsozialismus
- Hubert Bruhs (1922–2005), deutscher Bildhauer
- Hubert Bruls (* 1966), niederländischer Politiker
- Hubert Burda (* 1940), deutscher Kunsthistoriker und Verleger
- Hubert Burghardt (* 1958), deutscher Kabarettist
- Hubert Claessen (1913–2005), deutscher Rechtsanwalt und Fußball-Funktionär
- Hubert Cornfield (1929–2006), US-amerikanischer Filmregisseur, Produzent und Drehbuchautor
- Hubert Curien (1924–2005), französischer Politiker und Physiker
- Hubert Deittert (1941–2020), deutscher Politiker
- Hubert Deuringer (1924–2014), deutscher Musiklehrer, Arrangeur und Orchesterleiter
- Hubert Distler (1919–2004), deutscher Maler und Grafiker
- Hubert Doppmeier (1944–1992), deutscher Politiker
- Hubert Christian Ehalt (1949–2023), österreichischer Historiker und Anthropologe
- Hubert Engels (1854–1945), deutscher Wasserbauingenieur und Hochschullehrer
- Hubert Erichlandwehr (* 1965), deutscher Politiker (CDU), Bürgermeister von Schloß Holte-Stukenbrock
- Hubert van Es (1941–2009), niederländischer Fotojournalist
- Hubert Fol (1925–1995), französischer Jazzmusiker
- Hubert Germain (1920–2021), französischer Politiker, Mitglied der Nationalversammlung und Minister
- Hubert Gloger (* 1934), deutscher Fußballspieler
- Hubert von Goisern (eigentlich Hubert Achleitner; * 1952), österreichischer Musiker
- Hubert Haensel (* 1952), deutscher Schriftsteller
- Hubert Henoch (1874–nach 1941), deutscher Publizist und Beauftragter für Auswanderungsfragen
- Hubert von Herkomer (1849–1914), deutsch-englischer Künstler
- Hubert von Heyden (1860–1911), deutscher Maler
- Hubert Hoffmann (1904–1999), österreichischer Architekt, Bildhauer, Maler
- Hubert Hubert (1882–1914), französischer Turner
- Hubert H. Humphrey (1911–1978), Vizepräsident der Vereinigten Staaten von Amerika
- Hubert Kah (* 1961), deutscher Musiker
- Hubert Keyl (* 1977), österreichischer Politiker (FPÖ)
- Hubert Kiecol (* 1950), deutscher Künstler
- Hubert Kleinert (* 1954), deutscher Politiker
- Hubert Kramar (* 1948), österreichischer Schauspieler, Regisseur, Produzent und Aktionist
- Hubert Kulmer (1953–2021), österreichischer Fußballspieler und -trainer
- Hubert Lang (* 1946), deutscher Arabist, Islamwissenschaftler und Diplomat, Botschafter der Bundesrepublik Deutschland
- Hubert Laws (* 1939), US-amerikanischer Flötist und Komponist
- Hubert Lentz (1927–2014), deutscher Jurist und Oberstadtdirektor
- Hubert Lenz (* 1952), deutscher römisch-katholischer Theologe, Philosoph und Hochschullehrer
- Hubert Łopotko (* 1987), polnischer Poolbillardspieler
- Hubertus von Lüttich, Schutzheiliger der Jäger
- Hubert Luttenberger (1926–2021), Motorradrennfahrer
- Hubert Maga (1916–2000), Präsident von Dahomey, dem heutigen Benin
- Hubert Mania (* 1954), deutscher Autor und Übersetzer
- Hubert Marischka (1882–1959), österreichischer Regisseur und Drehbuchautor
- Hubert Mayr (1913–1945), österreichischer Sozialist und Widerstandskämpfer gegen den Faschismus und Nationalsozialismus
- Hubert von Meyerinck (1896–1971), deutscher Schauspieler
- Hubert Mulzer (* 1944), deutscher Schauspieler
- Hubert Münster (1947–2022), deutscher Schauspieler
- Hubert Mütherich (1912–1941), Offizier der deutschen Luftwaffe und Jagdflieger im Zweiten Weltkrieg
- Hubert Negele (1919–1994), liechtensteinischer Skirennläufer
- Hubert Netzer (1865–1939), deutscher Bildhauer, Medailleur und Hochschullehrer
- Hubert Neuper (* 1960), österreichischer Skispringer
- Hubert Offermanns (1906–1985), deutscher Boxer
- Hubert Pfoch (1920–2008), österreichischer Politiker
- Hubert Raudaschl (* 1942), österreichischer Segler
- Hubert Rees (1923–2009), britischer Biologe, Genetiker und Hochschullehrer
- Hubert Rehm (alias Siegfried Bär; * 1951), deutscher Publizist, Autor und Verleger
- Hubert Rüther (1886–1945), deutscher Grafiker und Maler
- Hubert Salentin (1822–1910), deutscher Maler
- Hubert Scheibl (* 1952), österreichischer Maler
- Hubert Schirneck (* 1962), deutscher Schriftsteller
- Hubert Schoemaker (1950–2006), niederländisch-US-amerikanischer Chemiker und Biotechniker
- Hubert Schwarz (* 1954), deutscher Extremsportler und Buchautor
- Hubert Schwarz (* 1960), deutscher Olympiasieger in der Nordischen Kombination
- Hubert Seelow (* 1948), deutscher Skandinavist, Hochschullehrer und Übersetzer
- Hans-Hubert Sonntag (* 1954), deutscher Schachspieler
- Hubert Speidel (* 1934), deutscher Psychosomatiker, Nervenarzt, Psychoanalytiker und emeritierter Hochschullehrer
- Hubert Steinhaus (1932–2012), deutscher Erziehungswissenschaftler, Hochschullehrer
- Hubert Sternberg (1897–1987), deutscher Unternehmer
- Hubert Strolz (* 1962), österreichischer Skirennläufer und Olympiasieger
- Hubert Suschka (1925–1986), deutscher Schauspieler
- Hubert Trimmel (1924–2013), österreichischer Geologe
- Hans-Hubert Vogts, bekannt als Berti Vogts (* 1946), deutscher Fußballspieler und -trainer
- Hubert Weiger (* 1947), deutscher Naturschützer
- Hubert Weinzierl (1935–2025), deutscher Naturschützer
- Hubert Wilfan (1922–2007), österreichischer Bildhauer
- Hubert Wolf (1934–1981), deutscher Blasorchesterchef
- Hubert Wolf (* 1959), deutscher katholischer Theologe und Kirchenhistoriker

### Familienname
- Ali Hubert (Albert Hubert; 1878–1940), österreichischer Maler und Kostümbildner
- Aline Mayrisch de Saint-Hubert (1874–1947), luxemburgische Frauenrechtlerin und Philanthropin
- André Hubert (um 1634–1700), französischer Komödiant
- Andreas Hubert (* 1990), deutscher Fußballspieler
- Anthoine Hubert (1996–2019), französischer Automobilrennfahrer
- Bernd Hubert (* 1952), deutscher Fußballspieler
- Christian Gottlob Hubert (1714–1793), deutscher Instrumentenbauer
- Claude Hubert (1914–1977), französischer Geher
- David Hubert (* 1988), belgischer Fußballspieler
- Dumitru Hubert (1899–1934), rumänischer Pilot und Bobfahrer
- Elinor Hubert (1900–1973), deutsche Politikerin (SPD)
- Emil Hubert (1887–1945), deutscher Chemiker
- Ernest Hubert (auch Ernst Hubert; 1899–1988), Schweizer Maler
- Ernst Hubert (Politiker) (1775–1852), deutscher Politiker, MdL Baden
- Erwin Hubert (Maler) (1883–1963), österreichischer Maler
- Erwin Hubert (Richter) (* 1951), deutscher Richter
- Étienne Hubert (* 1988), französischer Kanute
- Eva Hubert (* 1950), deutsche Politikerin (GAL)
- Fred Hubert (* 1930), deutscher Schriftsteller
- Guy Hubert (* 1979), madagassischer Fußballspieler
- Hans W. Hubert (* 1960), deutscher Kunsthistoriker und Hochschullehrer
- Helmut Hubert (* 1937), deutscher Unternehmer
- Henri Hubert (1872–1927), französischer Archäologe und Soziologe
- Hubert Hubert (1882–1914), französischer Turner
- Janet Hubert (* 1956), US-amerikanische Schauspielerin
- Jean-Baptiste Hubert (1781–1845), französischer Ingenieur
- Jean-Loup Hubert (* 1949), französischer Regisseur
- Jean-Paul Hubert (Maler) (1732–1803), Schweizer Maler
- Jean-Paul Hubert (Diplomat), kanadischer Diplomat
- Jean-Pierre Hubert (1941–2006), französischer Schriftsteller
- Konrad Hubert (1507–1577), deutscher Theologe und Kirchenliedkomponist
- Kurt Hubert (1879–1957), deutscher Klassischer Philologe
- Laetitia Hubert (* 1974), französische Eiskunstläuferin
- Mario Hubert (* 1980), deutscher Basketballspieler
- Mathias Hubert (1892–1964), rumänischer Architekt
- Mayo Hubert (* 1977), französischer Jazzgitarrist
- Nikolaus Hubert (1927–2015), deutscher Politiker (CDU), MdL Saarland
- René Hubert (1895–1976), Schweizer Kostümbildner
- Robert Hubert (1908–1978), französischer Filmarchitekt
- Roger Hubert (1903–1964), französischer Kameramann
- Samuel Hubert (1978/79–2024), französischer Jazzmusiker
- Werner Hubert (1896–1947), deutscher Eisenbahnfotograf
- Yvonne Hubert (1895–1988), kanadische Musikpädagogin und Pianistin

## Hubert als Ortsname
- Hubert (North Carolina), Vereinigte Staaten
- Hubert-Folie, Frankreich
- Hubert (FFH-Gebiet), Polen